# Бурманниевые
Бурманниевые (лат. Burmanniaceae) — семейство однодольных растений, состоящее из 125 видов растений и 9 или 15 родов.

## Ботаническое описание

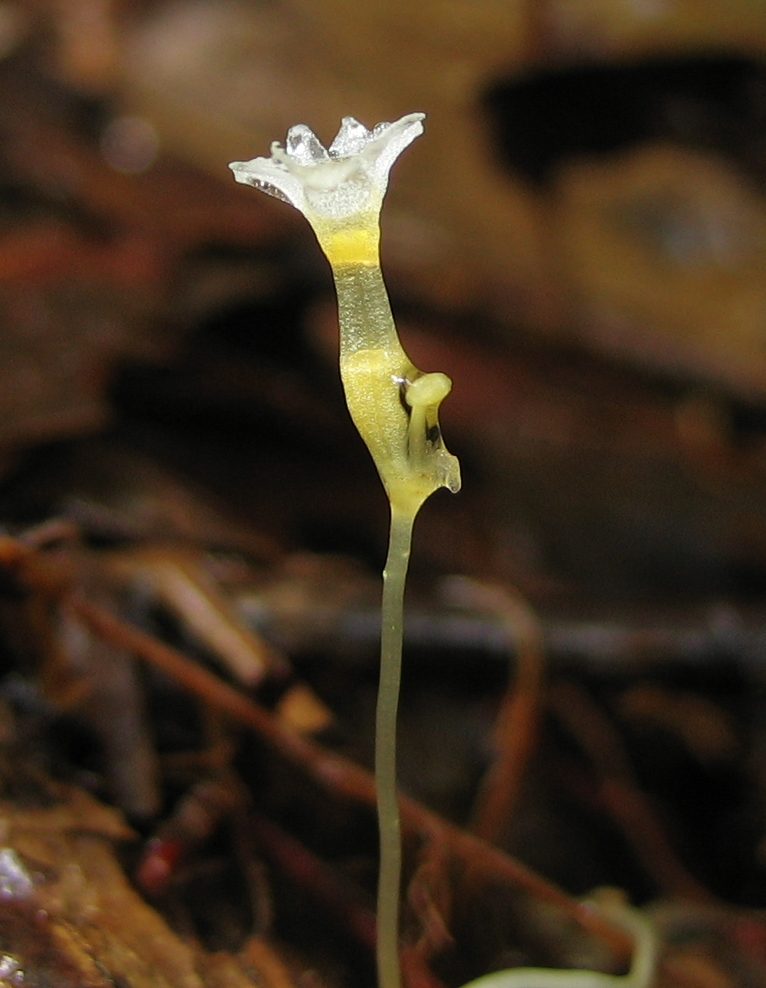
Gymnosiphon bekensis

Виды семейства Бурманниевые — это травянистые растения. Листья растений бывают хорошо развитыми, значительно уменьшенными, а также могут отсутствовать. Листья очередные, сидячие, простые. В цветках 6 лепестков. Пестик один. Тычинок 3 или 6. Цветки одиночные или собраны в соцветия. Растения автотрофные или сапрофитные. Встречаются однолетние и многолетние виды.

## Распространение
Виды семейства Бурманниевые встречаются от севера Японии и восточной части США до Тасмании и Новой Зеландии.

## Роды семейства Бурманниевые
- Apteria Nutt.
- Burmannia L.
- Campylosiphon Benth.
- Cymbocarpa Miers
- Dictyostega Miers
- Gymnosiphon Blume
- Hexapterella Urb.
- Marthella Urb.
- Miersiella Urb.[1]